# Sehpferdchen
Das Sehpferdchen (auch Seepferdchen oder Fernsehpferdchen) war eine Trickfilmfigur, die von 1959 bis 1969 im Vorabendprogramm des Norddeutschen Rundfunks als Werbetrenner diente.

## Entstehung und Entwicklung
Der Zeichentrick- und Werbefilmhersteller Hans Fischerkoesen konzipierte und produzierte von 1959 bis 1969 Jahre kurze Filme über die Erlebnisse eines Seepferdchens für die Nordschau (NDR). Die mit Musik unterlegten Filme sollten als optisches bzw. akustisches Zeichen eine Trennung zwischen Programm und Werbung markieren und damit den Vorgaben des Rundfunkstaatsvertrages gerecht werden. Die Einspieler waren wenige Sekunden lang und wurden zu Beginn und am Ende eines Werbeblocks gezeigt, wobei die beiden Teile inhaltlich eine Einheit bildeten. Zur Sehpferdchen-Familie gehörten Vater Lukas, seine Frau und mehrere Kinder. Der erste Film wurde am 1. April 1959 gezeigt. Das Sehpferdchen erfreute sich im norddeutschen Raum einer hohen Popularität, so dass das gesamte Vorabendprogramm im Volksmund auch als Seepferdchen-Programm bezeichnet wurde.
Im Jahre 1962 erschienen die Erlebnisse des Seepferdchens in Buchform unter dem Titel Sehpferdchen's muntere Abenteuer.
In nahezu allen Rundfunkanstalten der ARD kamen Einspieler mit Trickfilmfiguren als Werbetrenner zum Einsatz, teilweise noch bis in die 1980er Jahre, im Falle des Telebärchens (SFB) bis 2003. Als Pendant entwickelte das ZDF 1963 die Mainzelmännchen und der Deutsche Fernsehfunk (DFF) 1960 Jeremias Teleblick sowie 1968 die Spreenixen.